# 伊利达尔·阿利耶夫
伊利达尔·海达罗维奇·阿利耶夫（俄语：Ильдар Хайдарович Алиев，1972年2月17日—2021年3月11日），俄罗斯职业足球运动员、足球教练，天津津门虎队史首批外援之一。病逝前为斯特罗季诺（沙滩足球）主教练，于2021年3月11日去世。

## 相关链接
- 伊利达尔·阿利耶夫在FootballFacts.ru的頁面（俄語）
- http://www.beachsoccer.ru/players/player2865/ （页面存档备份，存于）